# Майские события 1968 года во Франции
Ма́йские собы́тия 1968 года, или «Кра́сный май» или Май 1968 (фр. Mai 68) — социальный кризис во Франции, начавшийся с леворадикальных студенческих выступлений и вылившийся в демонстрации, массовые беспорядки и почти 10-миллионную всеобщую забастовку. Привёл в конечном счёте к смене правительства, отставке президента Шарля де Голля и, в более широком смысле, к огромным изменениям во французском обществе.

## Предпосылки

### Экономическая ситуация
Парадоксально, но кризис мая 1968 происходит на фоне десятилетия беспрецедентного экономического роста. В экономике это было время апогея «Славного тридцатилетия». В это время уровень жизни во Франции стал одним из самых высоких в мире, что определило формирование потребительского общества в стране. Однако несколько месяцев, предшествующих маю 1968, продемонстрировали симптомы ухудшения экономической ситуации. Количество безработных в начале 1968 года составило около 500 тысяч человек (из почти 50-миллионного населения Франции) и постоянно росло. Среди безработных оказывались в первую очередь представители молодёжи. Для борьбы с безработицей было создано Национальное агентство занятости.
Два миллиона рабочих получали заработную плату в размере минимальной гарантированной оплаты труда и чувствовали себя исключёнными из всеобщего процветания. Эту группу по большей части составили заводские рабочие, женщины и иммигранты. Реальная заработная плата стала снижаться и рабочие стали беспокоиться об условиях своего труда. Профсоюзы выступили против постановления 1967 года о социальном обеспечении. Городские трущобы разрастались, самые известные из которых в Нантере, прямо на глазах студентов. На протяжении 1966—1967 годов в столичном регионе и провинциях произошло значительное количество забастовок.
Даже у самых привилегированных классов были основания для беспокойства: популяризация высшего образования привела к проблемам с размещением студентов в общежитиях, проблемам с транспортом и материальным обеспечением учебных заведений. В 1967—1968 правительство возвращается к обсуждению ужесточения отбора в высшие учебные заведения, что приводит к волнениям студентов.

### Политическая ситуация
События происходят во время сложного периода «голлистской» Пятой республики, возникшей в 1958 году.
В 1965 году на президентских выборах, первых с 1848 года, проведённых на основе прямого всеобщего избирательного права, Франсуа Миттеран неожиданно для всех вышел во второй тур, что оценивалось как относительная победа оппозиции. Это позволило Миттерану стать главой левых политических сил.
Для участия в парламентских выборах 1967 он образовал предвыборную коалицию левых некоммунистических партий — Федерацию демократических и социалистических левых, и заключил предвыборное соглашение с коммунистической партией.
После парламентских выборов обстановка сложилась следующим образом: центристы (Валери Жискар д’Эстен) поддерживали власть, относясь к ней критически; христианские демократы остались враждебны по отношению к власти; ультраправые не простили генералу ни процесса Виши (часть ультраправых сотрудничала с режимом Виши), ни «отказа» от Алжира; голлистов тревожит возрастание популярности Жоржа Помпиду, находящегося в тихом соперничестве с де Голлем с 1965 года; Помпиду молча смотрит на развитие событий.
Параллельно множились леворадикальные группы (анархисты, троцкисты, маоисты и т. д.). Политизация и агитация поддерживалась молодёжью, например через Вьетнамский комитет, состоящий по большому счёту из лицеистов и студентов, изобличавших «американский империализм» за войну во Вьетнаме. Холодная война послужила толчком к созданию антиядерного движения.
Среди французов была непопулярна государственная монополия на телевидении и радио, через которые открыто велась правительственная пропаганда (свободными были только печатные СМИ). Внешняя политика престижа 78-летнего Шарля де Голля и его национализм не отвечали материальным, культурным и социальным ожиданиям значительной части французов. Социально-экономическая политика стала важной причиной утраты доверия к де Голлю. Рост влияния отечественных монополий, аграрная реформа, выразившаяся в ликвидации большого числа крестьянских хозяйств, и гонка вооружений привели к тому, что уровень жизни в стране не только не повысился, но и во многом стал ниже (к самоограничению правительство призывало с 1963). Наконец, всё большее раздражение постепенно вызывала личность самого де Голля — он начинает казаться многим, особенно молодёжи, неадекватно авторитарным и несовременным политиком.

## Краткое описание
События мая 1968 года начались в парижских университетах, сперва в университете Париж X — Нантер, а затем и в Сорбонне; одни из самых известных лидеров студентов — 23-летний анархист Даниэль Кон-Бендит и 26-летний Ален Кривин. Движущей силой студентов, помимо общего молодёжного протеста (самый знаменитый лозунг — «Запрещать запрещается»), были различного рода крайне левые идеи: марксистско-ленинские, троцкистские, маоистские, анархистские и т. п., нередко также перетолкованные в романтически-протестном духе. Общее название этих взглядов, или, вернее, настроений — «гошизм», первоначально обозначало «левизну» в переводе работы Ленина «Детская болезнь левизны в коммунизме». Практически невозможно определить все политические убеждения студентов, активно принимавших участие в протестах. Особенно сильным было анархическое движение, центром которого являлся Нантер. Немало было среди деятелей майских событий людей, иронизирующих над левыми и анархистскими лозунгами так же, как и над любыми другими. Студентам сочувствовали и многие левые преподаватели Сорбонны, включая, например, Жан-Поля Сартра и другие известные представители радикальной интеллигенции. Сами участники событий позиционировали себя как «новые левые».
Произошли столкновения леворадикалов с ультраправыми боевиками движения «Запад» во главе с Аленом Мадленом и Аленом Робером. Через несколько дней беспорядков выступили профсоюзы, объявившие забастовку, затем ставшую бессрочной. (К призыву левой ВКТ присоединились все крупные профобъединения страны, за исключением корпоративистской ФКТ голлиста Жака Симакиса, выступившей за свободу труда.) Митингующие (как студенты, так и рабочие и служащие) выдвигали конкретные политические требования. Среди них была отставка де Голля, а также формула «40 — 60 — 1000» (40-часовая рабочая неделя, пенсия в 60 лет, минимальный оклад в 1000 фр.).
Во второй половине месяца сторонники де Голля развернули политическое контрнаступление. Организующей силой стала группа ближайших соратников президента по годам Сопротивления (Жак Фоккар, Пьер Дебизе, Поль Комити, Пьер Лефран, Андре Мальро и другие). Важную роль сыграли голлистская силовая структура SAC, Национальная ассоциация поддержки действий генерала де Голля, созданные по инициативе Жака Годфрена гражданские Комитеты защиты республики. В студенческом движении также активизировалось консервативное крыло во главе с Сюзанной Мартон (впоследствии создавшее Национальный межуниверситетский союз под руководством Жака Ружо). Все эти силы консолидировались под лозунгами антикоммунизма, суверенитета и величия Франции, защиты республиканского порядка, против подрывного хаоса. 30 мая 1968 в Париже прошла массовая — от трёхсот тысяч до миллиона участников — продеголлевская демонстрация. Эта акция переломила обстановку, президентская сторона одержала верх.
Де Голль принял решение назначить досрочные парламентские выборы на 23 и 30 июня. Парламентские выборы ознаменовали окончание конфликта. Премьер-министр Жорж Помпиду призывал в предвыборной кампании к «защите республики» перед лицом «коммунистической опасности» и воззвал к «молчаливому большинству». В результате выборов президентский Союз защиты республики получил абсолютное большинство в парламенте, впервые в истории Франции. Однако, всего лишь через год после этих событий де Голль проиграл референдум по реформе Сената и местной власти и принял решение уйти в отставку.

## Лозунги играффитимая 1968
Бо́льшая часть граффити была насыщена духом бунтарства и хилиазма, приправленного остроумием бастующих. Граффити, призывающие к отмене всякой работы, отражают влияние ситуационистского движения.
| \| Soyez réalistes, demandez l’impossible. \| Будьте реалистами, требуйте невозможного! (Че Гевара) \| \| Nous ne voulons pas d’un monde où la certitude de ne pas mourir de faim s'échange contre le risque de mourir d’ennui. \| Мы не хотим жить в мире, где за уверенность в том, что не помрёшь с голоду, платят риском помереть со скуки. \| \| Ceux qui font les révolutions à moitié ne font que se creuser un tombeau. \| Те, кто делает революцию наполовину, роют себе могилу. (Сен-Жюст) \| \| On ne revendiquera rien, on ne demandera rien. On prendra, on occupera. \| Мы не будем ничего требовать и просить: мы возьмём и захватим. \| \| Plebiscite : qu’on dise oui qu’on dise non il fait de nous des cons. \| Как ни проголосуешь на плебисците, «да» или «нет», из тебя всё равно сделают козла! \| \| Depuis 1936 j’ai lutté pour les augmentations de salaire. Mon père avant moi a lutté pour les augmentations de salaire. Maintenant j’ai une télé, un frigo, une VW. Et cependant j’ai vécu toujours la vie d’un con. Ne négociez pas avec les patrons. Abolissez-les. \| С 1936 года я боролся за повышение зарплаты. Раньше за это же боролся мой отец. Теперь у меня есть телевизор, холодильник и «фольксваген», и всё же я прожил жизнь, как козёл. Не торгуйтесь с боссами! Упраздните их! \| \| Le patron a besoin de toi, tu n’as pas besoin de lui. \| Ты нужен шефу, а он тебе — нет. \| \| Travailleur: Tu as 25 ans mais ton syndicat est de l’autre siècle. \| Рабочий! Тебе 25 лет, но твой профсоюз из прошлого века! \| \| On achète ton bonheur. Vole-le. \| Твоё счастье купили. Укради его! \| \| Sous les pavés, la plage! \| Под булыжниками мостовой — пляж! (оригинальное оправдание для разбора брусчатки на камни, чтобы бросать их в полицейских) \| \| Ni Dieu ni maître! \| Ни Бога, ни господина! \| \| Soyons cruels! \| Будем жестокими! \| \| Vivre sans temps mort, jouir sans entraves \| Живи, не тратя время (на работу), радуйся без препятствий! \| \| Il est interdit d’interdire. \| Запрещать запрещено. \| \| Dans une société qui a aboli toute aventure, la seule aventure qui reste est celle d‘abolir la société. \| В обществе, отменившем все авантюры, единственная авантюра — отменить общество! \| \| L‘émancipation de l‘homme sera totale ou ne sera pas. \| Освобождение человечества будет всеобщим, либо его не будет. \| \| La révolution est incroyable parce que vraie. \| Революция невероятна, потому что она настоящая. \| \| Je suis venu. J‘ai vu. J‘ai cru. \| Пришёл. Увидел. Поверил. (Пародия на крылатую фразу Цезаря «Пришёл. Увидел. Победил») \| \| Cours, camarade, le vieux monde est derrière toi! \| Беги, товарищ, за тобой старый мир! \| \| Il est douloureux de subir les chefs, il est encore plus bête de les choisir. \| Тяжело подчиняться начальникам, но ещё глупее их выбирать. \| \| Un seul week-end non révolutionnaire est infiniment plus sanglant qu‘un mois de révolution permanente. \| Один уик-энд без революции гораздо более кровав, чем месяц перманентной революции. \| \| Le bonheur est une idée neuve. \| Счастье — это новая идея. \| \| La culture est l‘inversion de la vie. \| Культура — это жизнь наоборот. \| \| La poésie est dans la rue. \| Поэзия на улицах! \| \| L‘art est mort, ne consommez pas son cadavre. \| Искусство умерло, не пожирайте его труп. \| \| L‘alcool tue. Prenez du L.S.D. \| Алкоголь убивает. Принимайте ЛСД. \| \| Debout les damnés de l‘Université. \| Вставай, проклятьем заклеймённый университет! \| \| SEXE : C‘est bien, a dit Mao, mais pas trop souvent. \| СЕКС: Это хорошо, — изрек Мао, — но не слишком часто. (Пародия на популярные среди левых цитаты Мао Цзэдуна) \| \| Je t‘aime! Oh! dites-le avec des pavés! \| Я тебя люблю! О, скажи мне это с булыжником в руке! \| \| Camarades, l‘amour se fait aussi en Sc. Po, pas seulement aux champs. \| Товарищи! Любовью можно заниматься и в Школе Политических наук, а не только на лужайке. \| \| Mort aux vaches! \| Смерть ментам! (букв. коровам) \| \| Travailleurs de tous les pays, amusez-vous! \| Пролетарии всех стран, развлекайтесь! (Пародия на лозунг коммунистов «Пролетарии всех стран, соединяйтесь!») \| \| L’imagination au pouvoir \| Вся власть воображению! (Пародия на лозунг Октября «Вся власть Советам!») \| \| Le réveil sonne : Première humiliation de la journée! \| Звонит будильник. Первое унижение за день. \| \| Imagine : c’est la guerre et personne n’y va! \| Представь себе: война, а на неё никто не пошёл! \| | |
| Soyez réalistes, demandez l’impossible. | Будьте реалистами, требуйте невозможного! (Че Гевара) |
| Nous ne voulons pas d’un monde où la certitude de ne pas mourir de faim s'échange contre le risque de mourir d’ennui. | Мы не хотим жить в мире, где за уверенность в том, что не помрёшь с голоду, платят риском помереть со скуки. |
| Ceux qui font les révolutions à moitié ne font que se creuser un tombeau. | Те, кто делает революцию наполовину, роют себе могилу. (Сен-Жюст) |
| On ne revendiquera rien, on ne demandera rien. On prendra, on occupera. | Мы не будем ничего требовать и просить: мы возьмём и захватим. |
| Plebiscite : qu’on dise oui qu’on dise non il fait de nous des cons. | Как ни проголосуешь на плебисците, «да» или «нет», из тебя всё равно сделают козла! |
| Depuis 1936 j’ai lutté pour les augmentations de salaire. Mon père avant moi a lutté pour les augmentations de salaire. Maintenant j’ai une télé, un frigo, une VW. Et cependant j’ai vécu toujours la vie d’un con. Ne négociez pas avec les patrons. Abolissez-les. | С 1936 года я боролся за повышение зарплаты. Раньше за это же боролся мой отец. Теперь у меня есть телевизор, холодильник и «фольксваген», и всё же я прожил жизнь, как козёл. Не торгуйтесь с боссами! Упраздните их! |
| Le patron a besoin de toi, tu n’as pas besoin de lui. | Ты нужен шефу, а он тебе — нет. |
| Travailleur: Tu as 25 ans mais ton syndicat est de l’autre siècle. | Рабочий! Тебе 25 лет, но твой профсоюз из прошлого века! |
| On achète ton bonheur. Vole-le. | Твоё счастье купили. Укради его! |
| Sous les pavés, la plage! | Под булыжниками мостовой — пляж! (оригинальное оправдание для разбора брусчатки на камни, чтобы бросать их в полицейских)                                                                                              |
| Ni Dieu ni maître! | Ни Бога, ни господина! |
| Soyons cruels! | Будем жестокими! |
| Vivre sans temps mort, jouir sans entraves | Живи, не тратя время (на работу), радуйся без препятствий! |
| Il est interdit d’interdire. | Запрещать запрещено. |
| Dans une société qui a aboli toute aventure, la seule aventure qui reste est celle d‘abolir la société. | В обществе, отменившем все авантюры, единственная авантюра — отменить общество! |
| L‘émancipation de l‘homme sera totale ou ne sera pas. | Освобождение человечества будет всеобщим, либо его не будет. |
| La révolution est incroyable parce que vraie. | Революция невероятна, потому что она настоящая. |
| Je suis venu. J‘ai vu. J‘ai cru. | Пришёл. Увидел. Поверил. (Пародия на крылатую фразу Цезаря «Пришёл. Увидел. Победил») |
| Cours, camarade, le vieux monde est derrière toi! | Беги, товарищ, за тобой старый мир! |
| Il est douloureux de subir les chefs, il est encore plus bête de les choisir. | Тяжело подчиняться начальникам, но ещё глупее их выбирать. |
| Un seul week-end non révolutionnaire est infiniment plus sanglant qu‘un mois de révolution permanente. | Один уик-энд без революции гораздо более кровав, чем месяц перманентной революции. |
| Le bonheur est une idée neuve. | Счастье — это новая идея. |
| La culture est l‘inversion de la vie. | Культура — это жизнь наоборот. |
| La poésie est dans la rue. | Поэзия на улицах! |
| L‘art est mort, ne consommez pas son cadavre. | Искусство умерло, не пожирайте его труп. |
| L‘alcool tue. Prenez du L.S.D. | Алкоголь убивает. Принимайте ЛСД. |
| Debout les damnés de l‘Université. | Вставай, проклятьем заклеймённый университет! |
| SEXE : C‘est bien, a dit Mao, mais pas trop souvent. | СЕКС: Это хорошо, — изрек Мао, — но не слишком часто. (Пародия на популярные среди левых цитаты Мао Цзэдуна) |
| Je t‘aime! Oh! dites-le avec des pavés! | Я тебя люблю! О, скажи мне это с булыжником в руке! |
| Camarades, l‘amour se fait aussi en Sc. Po, pas seulement aux champs. | Товарищи! Любовью можно заниматься и в Школе Политических наук, а не только на лужайке. |
| Mort aux vaches! | Смерть ментам! (букв. коровам) |
| Travailleurs de tous les pays, amusez-vous! | Пролетарии всех стран, развлекайтесь! (Пародия на лозунг коммунистов «Пролетарии всех стран, соединяйтесь!») |
| L’imagination au pouvoir | Вся власть воображению! (Пародия на лозунг Октября «Вся власть Советам!») |
| Le réveil sonne : Première humiliation de la journée! | Звонит будильник. Первое унижение за день. |
| Imagine : c’est la guerre et personne n’y va! | Представь себе: война, а на неё никто не пошёл! |

## «Красный май» в искусстве
Фильм Франсуа Трюффо «Украденные поцелуи» (номинация на премию «Оскар» за лучший иностранный фильм) снимался в Париже во время майских событий, и хотя фильм сюжетно напрямую не связан с политическими событиями, но передаёт революционное настроение того времени. Трюффо и Жан-Люк Годар стали одними из инициаторов срыва проведения Каннского кинофестиваля в мае 1968 года.
В 1974 году режиссёр Марко Феррери снял фильм-пародию на вестерн «Не трогай белую женщину», где восстание индейцев превращается в аллегорию парижских событий 1968 года.
В 1974 году вышел роман Джеймса Олдриджа «Горы и оружие», действие которого разворачивается одновременно в майском Париже 1968 года и в иранском Курдистане.
Майские события были также отражены в фильме «Побег» (Франция, 1978) с Пьером Ришаром в главной роли.
Английская группа The Stone Roses, вдохновлённая событиями мая 1968 года во Франции, использовала в оформлении обложки своего одноимённого альбома 1989 года лимон, который ели бунтовщики, используя его как защиту от слезоточивого газа. Песня «Bye Bye Badman» с того же альбома посвящена тем событиям.
Действие фильма 1990 года режиссёра Луи Маля «Милу в мае» происходит в мае 1968 года и сатирически описывает влияние майских событий в Париже на жизнь провинциального буржуа.
23 мая 1998 года в центре Москвы большая группа художников перекрыла баррикадой Большую Никитскую улицу. Акция «Баррикада» была приурочена к 30-летию французской студенческой революции и декларировала созвучные ей лозунги вплоть до цитирования.
В 2003 году режиссёр Бернардо Бертолуччи снял фильм «Мечтатели», действие которого происходит в феврале-апреле 1968 года, начиная со скандала вокруг закрытия Французской синематеки, который спровоцировал первые уличные столкновения и считается основной прелюдией майских событий.
Филипп Гаррель в 2005 году снял фильм под названием «Постоянные любовники», рассказывающий о любви главных героев Франсуа и Лили на фоне событий мая 1968 года.
Британский дизайнер Кеннет Маккензи использовал дату парижского восстания в названии своего инди-бренда одежды 6876 (sixeightsevensix), где две первые цифры как раз означают 1968 год[значимость факта?].
В 6 эпизоде 3 сезона «Туман на мосту Толбиак» детективного сериала «Нестор Бурма» (Франция,1991-2003) расследование ведется вокруг группы людей, некогда бывших участниками майских событий[значимость факта?].

## В наше время
Людей, участвовавших в этих событиях или им сочувствующих, называют по-французски фр. soixante-huitards, «парни 68-го». В настоящее время некоторые ветераны 1968 года, — в их числе Кон-Бендит, ставший депутатом Европарламента, Андре Глюксманн и другие, — вписались в общественные правящие круги Франции и Европы. Одновременно некоторые, как, например, Ален Кривин или Даниэль Бенсаид, продолжали участвовать в леворадикальном движении.

## В культуре
- П. Рамбо. 1968: Исторический роман в эпизодах. — М.: Ультра. Культура, 2004. ISBN 5-98042-048-7.
- Р. Мерль. За стеклом (1970)

Фильмы
- Революция – это только начало. Продолжайте борьбу (короткометражный фильм, Франция, 1968)
- х/ф Побег (Франция, 1978)
- х/ф Бал (Франция, Италия, Алжир 1983) Музыкальный кинофильм режиссёра Этторе Скола
- х/ф Мечтатели (Франция, Великобритания, Италия 2003)
- х/ф Постоянные любовники (Франция, 2005)
- х/ф Рождённые в 68-м / Nes en 68 / Born in 68 (драма, Франция, 2008)
- д/ф «Май 68 года. Подоплёка восстания» / Mai 68, les coulisses de la révolte (Франция, 2018) реж. Эммануэль Амара / Emmanuel Amara
- д/ф Тот незабываемый месяц май! / Sacré mois de mai! (Франция, 2018) реж. Доминик Дрейфюс (Dominique Dreyfus), Мари-Джо Пареха (Marie-Jo Pareja)
- х/ф Французский вестник (2021), реж. Уэс Андерсон. Сюжетная линия «Поправки к манифесту»